# 河南广播电视台娱乐广播
河南广播电视台娱乐广播（原名戏曲广播），在国家新闻出版广电总局关于“广播频率专业化”文件精神的背景下，依托豫剧在省内外甚至海外广泛的戏迷基础，于2005年1月18日正式开播。河南人民广播电台戏曲广播是中国大陆第一个省级专业戏曲广播频道。河南戏曲广播对弘扬和传承中国传统戏曲文化、丰富戏迷精神文化需求起到了重要影响。